# Roda de Catarina
A roda de Catarina é um tipo de fogos de artifício, constituído de um tubo em espiral carregado de pólvora, ou um foguete montado em ângulo com um pino através do seu centro. Quando acionado, ele gira livremente, produzindo faíscas e chamas coloridas em espiral.
Este fogo de artifício é nomeado em citação ao instrumento de tortura, a Roda, na qual Santa Catarina foi martirizada.